# Дакша

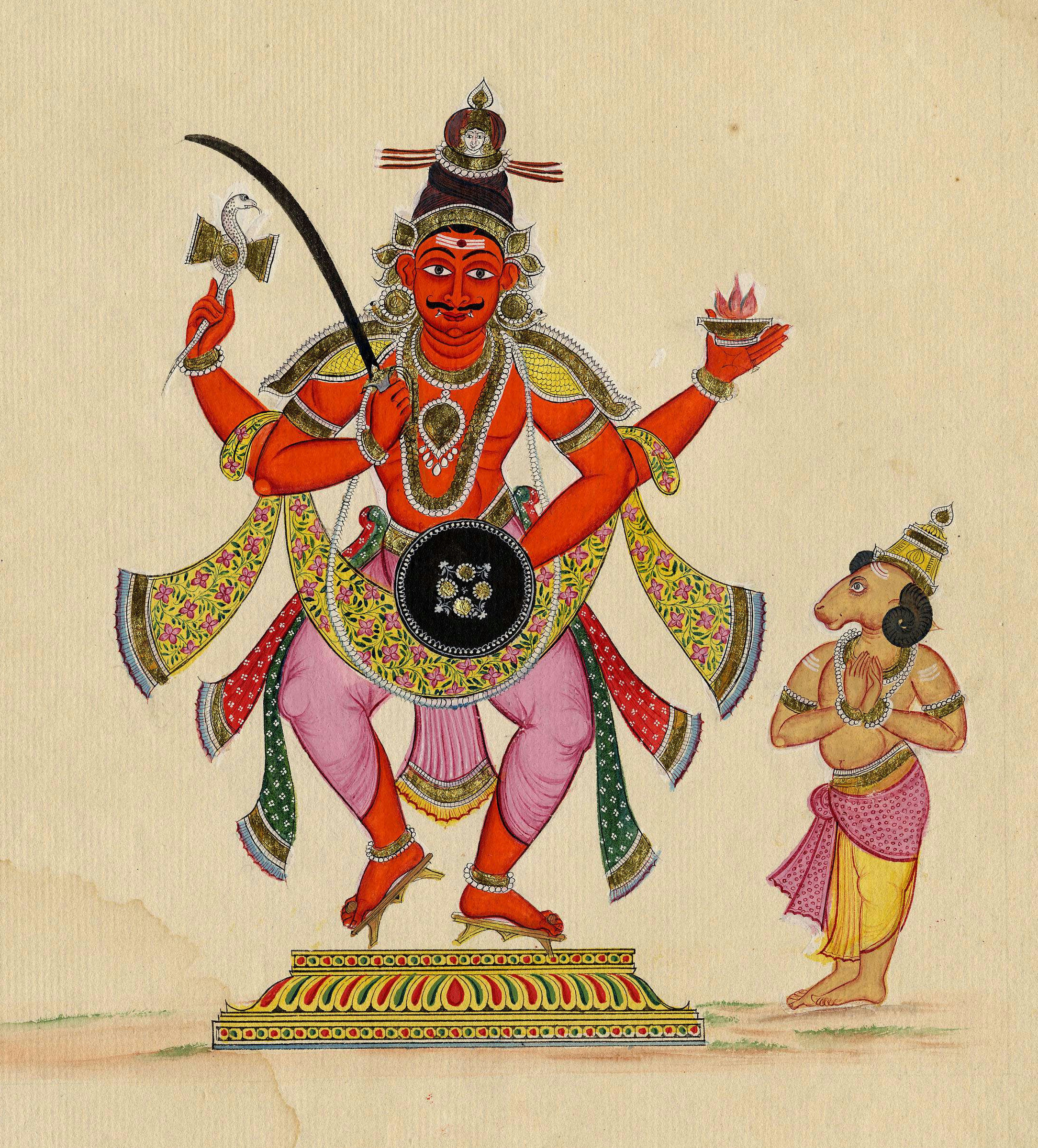
Дакша (справа) и Шива в форме Вирабхадры

Да́кша (санскр. दक्ष IAST: dakṣa «ловкий, способный») — в ведийской и индуистской мифологии бог из группы Адитьев.
Как имя бога встречается в Ригведе менее десятка раз; это слово используется и как эпитет Агни и Сомы. Самой примечательной чертой Дакши является то, что он рождён от Адити и он же родил Адити (РВ X, 72, 4—5). Сходный парадокс отмечен в РВ X, 5, 7, где не-сущее и сущее находятся в лоне Адити при рождении Дакши. Там же и особенно в РВ III, 27, 9 проявляется тесная связь Дакши и Агни. В Риг-веде (VI 50, 2; VIII 63, 10) его называют отцом богов, а в Шатапатха-брахмане (II 4, 4, 2) Дакша отождествляется с творцом Праджапати.
Ведийский Дакша бесспорно связан с послеведийским, но последнего отличает та лёгкость, с которой он входит в разные сюжеты и направления индуизма (шиваизм, вишнуизм).
Сам он считается седьмым сыном Брахмы (или Праджапати), родившимся из большого пальца правой ноги творца; женой Дакши стала родившаяся из пальца левой ноги творца Вирини, отождествляемая с ночью и иногда называемая Дакши. Он называется первым или седьмым из Праджапати и стоит во главе этой группы. По другим версиям, Дакша и семь его сыновей появились вслед за Брахмой из огромного яйца. Часто его происхождение ведётся от Прачетаса, либо его 10 сыновей.
С Дакшей связан ряд мифологических мотивов и сюжетов, в которых подчёркиваются его участие в творении и его роль отца.

## Дакша — отец

### Дочери Дакши
У Дакши и его жены было 50 (в некоторых источниках — 60) дочерей,
- из них 13 (Адити, Дити, Дану, Калака, Анаюс, Синхика, Муни, Кродха, Права, Аришта, Вината, Капила, Кадру)[7] он отдал в жёны Кашьяпе,
- 27 дочерей — как олицетворение созвездий лунного зодиака — становятся жёнами Сомы;
- 10 дочерей — Кирти, Лакшми, Дхрити, Медха, Пушти, Шраддха, Крия, Буддхи, Ладджа, Мати — жёнами бога справедливости Дхармы;
- по некоторым версиям, ещё 10 — жёнами Ману[6].

Старшая дочь Дакши Дити стала матерью дайтьев,

вторая дочь Дану — матерью данавов,

третья Адити — матерью Адитьев и, следовательно, самого Дакши (см. Шатапатха-брахмана, XI, Махабхарата, XII).
В пуранах Дакша выступает также как отец жены Шивы — Сати, которая после ссоры с мужем сжигает себя на костре. Именно Дакша приводит Шиве его буйвола.

### Проклятие Дакши зятю Соме
В Махабхарате и в некоторых других источниках также повествуется о том, как бог луны Сома взял себе в жёны 27 дочерей Дакши, но делил любовные утехи только с Рохини. Дакша неоднократно призывал прекратить греховный образ жизни, но Сома не внимал ему. Тогда Дакша проклял Сому, и тот стал чахнуть; одновременно стали чахнуть растения и животные. Встревоженные боги упросили Дакшу смилостивиться над Сомой. В Хариванше также отмечен мотив превращения Вишну в Дакшу и сотворения им разных существ.

### Сыновья Дакши
У Дакши были сыновья:
- пять тысяч земных Харияшва (Харияшвы; Харьяшва);
- после исчезновения тысяч Харияшва (Гарьяшва) для заселения Земли он произвёл на свет 1000 Шабалашва[11].

## Жертвоприношение Дакши
Наиболее известный миф, связанный с Дакшей, излагает историю его жертвоприношения (Махабхарата, Айтарея-брахмана и др.): во искупление греха владыка созданий Дакша на вершине горы Химават (или у истоков Ганга) устраивает первое жертвоприношение, созвав всех богов, кроме Рудры; разгневанный Рудра в облике Вирабхадры пронзает жертву стрелой, и она превращается в созвездие Мригаширша («голова антилопы»); далее Рудра нападает на богов, наносит им увечья, в частности, ломает руки Савитару, выбивает зубы Пушану, уничтожает глаза Бхаги, и в конце он сносит голову Дакше. Найти её нигде не могут и приставляют Дакше козлиную голову, с которой он обычно представлен в иконографии индуизма. Этот миф имеет несколько других вариантов.